# كوبر (سلوفينيا)
كوبر (بالإنجليزية: Koper)‏ هي مدينة ومستوطنة تقع في سلوفينيا في Slovenian Littoral. يقدر عدد سكانها بـ 24,996 نسمة ومساحتها 13 كم2 ووترتفع عن سطح البحر 3 متر.

## المناخ
يظهر الجدول التالي التغييرات المناخية على مدار السنة لكوبر:
| البيانات المناخية لـكوبر                           | البيانات المناخية لـكوبر | البيانات المناخية لـكوبر | البيانات المناخية لـكوبر | البيانات المناخية لـكوبر | البيانات المناخية لـكوبر | البيانات المناخية لـكوبر | البيانات المناخية لـكوبر | البيانات المناخية لـكوبر | البيانات المناخية لـكوبر | البيانات المناخية لـكوبر | البيانات المناخية لـكوبر | البيانات المناخية لـكوبر | البيانات المناخية لـكوبر |
| الشهر                                              | يناير                    | فبراير                   | مارس                     | أبريل                    | مايو                     | يونيو                    | يوليو                    | أغسطس                    | سبتمبر                   | أكتوبر                   | نوفمبر                   | ديسمبر                   | المعدل السنوي            |
| -------------------------------------------------- | ------------------------ | ------------------------ | ------------------------ | ------------------------ | ------------------------ | ------------------------ | ------------------------ | ------------------------ | ------------------------ | ------------------------ | ------------------------ | ------------------------ | ------------------------ |
| متوسط درجة الحرارة الكبرى °م (°ف)                  | 7.8 (46.0)               | 9.2 (48.6)               | 12.6 (54.7)              | 16.7 (62.1)              | 21.5 (70.7)              | 25.0 (77.0)              | 27.5 (81.5)              | 27.1 (80.8)              | 23.4 (74.1)              | 18.6 (65.5)              | 13.1 (55.6)              | 9.4 (48.9)               | 17.7 (63.9)              |
| المتوسط اليومي °م (°ف)                             | 5.6 (42.1)               | 6.5 (43.7)               | 9.3 (48.7)               | 12.9 (55.2)              | 17.4 (63.3)              | 21.1 (70.0)              | 23.5 (74.3)              | 23.3 (73.9)              | 19.9 (67.8)              | 15.5 (59.9)              | 10.4 (50.7)              | 7.1 (44.8)               | 14.4 (57.9)              |
| متوسط درجة الحرارة الصغرى °م (°ف)                  | 3.5 (38.3)               | 3.9 (39.0)               | 6.0 (42.8)               | 9.2 (48.6)               | 13.4 (56.1)              | 17.2 (63.0)              | 19.6 (67.3)              | 19.5 (67.1)              | 16.4 (61.5)              | 12.4 (54.3)              | 7.7 (45.9)               | 4.8 (40.6)               | 11.1 (52.0)              |
| الهطول مم (إنش)                                    | 75 (3.0)                 | 70 (2.8)                 | 72 (2.8)                 | 89 (3.5)                 | 82 (3.2)                 | 92 (3.6)                 | 69 (2.7)                 | 93 (3.7)                 | 111 (4.4)                | 98 (3.9)                 | 117 (4.6)                | 88 (3.5)                 | 1٬056 (41.6)             |
| المصدر: http://en.climate-data.org/location/59382/ |                          |                          |                          |                          |                          |                          |                          |                          |                          |                          |                          |                          |                          |

## المدن التوأمة
مدن كورفو (مدينة)، موجا، فيرارا، سان دورليجو ديلا فالي، Buzet، سامارا، روسيا، جيلينا، جيوجيانغ وSaint John هي مدن توأمة لـكوبر (سلوفينيا).

## أعلام
- دامير سكومينا